# Lamar Hunt U.S. Open Cup de 2022
A Lamar Hunt U.S. Open Cup de 2022 é a 107ª edição da US Open Cup. É a mais antiga competição em andamento nos Estados Unidos e será disputada por 103 equipes dentro do sistema de ligas de futebol nos Estados Unidos. A competição acontecerá após as edições de 2020 e 2021 serem canceladas devido à pandemia da Pandemia de COVID-19.
Os 103 participantes são 25 clubes da Major League Soccer, 23 clubes afiliados na USL Championship, 11 da USL League One, 10 times da NISA, 2 clubes da MLS Next Pro, 10 participantes da USL League Two, 10 times da NPSL e 11 times provenientes dos ligas locais amadoras. O atual campeão da National Amateur Cup , o Lansdowne Bhoys FC , foi convidado para o torneio.
O Atlanta United FC é o atual campeão.

## Calendário
| Fase             | Data do sorteio | Dia das partidas |
| ---------------- | --------------- | ---------------- |
| Primeira Fase    | 2 de fevereiro  | 22–23 de março   |
| Segunda Fase     | 11 de fevereiro | 5–7 de abril     |
| Terceira Fase    | 8 de abril      | 19–20 de abril   |
| Quarta Fase      | 21 de abril     | 10–11 de maio    |
| Oitavas de Final | 12 de maio      | 24–25 de maio    |
| Quartas de Final | 12 de maio      | 21–22 de junho   |
| Semifinais       | 23 de junho     | 27 de julho      |
| Final            | 23 de junho     | 7 de setembro    |

## Participantes
| Primeira Fase | Primeira Fase | Segunda Fase | Segunda Fase | Terceira Fase | Quarta Fase |
| Open Division | Open Division | Division III | Division II | Division I | Division I |
| USASA 12 times | NPSL/USL2 20 times | USL1/Next Pro/NISA 23 times | USL Championship 23 times | MLS 25 times | MLS 25 times |
| National Amateur Cup - Lansdowne Bhoys FC Classificados regionais - Azteca FC (Colo SL) - Brockton FC United (BSSL) - City Soccer FC (NSL) - Contra Costa FC (NPSL) - D'Feeters Kicks Soccer Club (RL) - Escondido FC (UPSL) - Lynchburg FC (UPSL) - Northern Virginia FC - Orlando FC Wolves (NSL) - Oyster Bay United FC (UPSL) - San Fernando Valley FC (UPSL) | NPSL - Cleveland SC - Denton Diablos FC - Georgia Revolution FC - Hartford City FC - Las Vegas Legends - Miami United FC - Minneapolis City SC - FC Motown - Southern States Soccer Club - Tulsa Athletic USL2 - Chicago FC United - Des Moines Menace - North Carolina Fusion U23 - Ocean City Nor'easters - Park City Red Wolves SC - Portland Timbers U23s - South Carolina United - The Villages SC - West Chester United SC - Western Mass Pioneers | MLS Next Pro - Rochester Rhinos - St. Louis City SC 2 NISA - Albion San Diego - Bay Cities FC - California United Strikers FC - Chattanooga FC - Flower City Union - Los Angeles Force - Maryland Bobcats FC - Michigan Stars FC - AC Syracuse Pulse - Valley United FC USL1 - Central Valley Fuego FC - Charlotte Independence - Chattanooga Red Wolves SC - Forward Madison FC - Greenville Triumph SC - North Carolina FC - Northern Colorado Hailstorm FC - Richmond Kickers - South Georgia Tormenta FC - FC Tucson - Union Omaha | - Birmingham Legion FC - Charleston Battery - Colorado Springs Switchbacks FC - Detroit City FC - El Paso Locomotive FC - Hartford Athletic - Indy Eleven - Las Vegas Lights FC - Louisville City FC - Memphis 901 FC - Miami FC - Monterey Bay FC - New Mexico United - Oakland Roots SC - Orange County SC - Phoenix Rising FC - Pittsburgh Riverhounds SC - Rio Grande Valley FC - Sacramento Republic FC - San Antonio FC - San Diego Loyal SC - Tampa Bay Rowdies - FC Tulsa | - Atlanta United FC - Austin FC - Charlotte FC - Chicago Fire - Cincinnati - Columbus Crew SC - D.C. United - FC Dallas - Houston Dynamo - Inter Miami CF - LA Galaxy - Los Angeles FC - Minnesota United - New York Red Bulls - Orlando City - Real Salt Lake - San Jose Earthquakes | - Colorado Rapids - Nashville SC - New England Revolution - New York City FC - Philadelphia Union - Portland Timbers - Seattle Sounders FC - Sporting Kansas City |

- Negrito: Times ainda vivos no torneio.

## Primeira Fase
A primeira fase da competição aconteceu nos dias 22 e 23 de março. Com 16 jogos entres os times das divisões USASA (8 times), NPSL (10 times) e USL League Two (10 times). Os times foram pareados de acordo com a distância geográfica.
| Chave | Equipe 1                    | Total      | Equipe 2                    |
| ----- | --------------------------- | ---------- | --------------------------- |
| P1    | Cleveland SC                | 2-1        | Chicago FC United           |
| P2    | Hartford City FC            | 0-3        | Oyster Bay United FC        |
| P3    | The Villages SC             | 6-0        | Orlando FC Wolves           |
| P4    | Denton Diablos FC           | 2-3        | D'Feeters Kicks Soccer Club |
| P5    | Southern States Soccer Club | 3-1        | Georgia Revolution FC       |
| P6    | San Fernando Valley FC      | 6-2        | Escondido FC                |
| P7    | Ocean City Nor'easters      | 1-1(3-4 p) | Lansdowne Bhoys FC          |
| P8    | South Carolina United       | 0-1        | North Carolina Fusion U23   |
| P9    | Miami United FC             | 3-1        | City Soccer FC              |
| P10   | Western Mass Pioneers       | 2–0        | Brockton FC United          |
| P11   | Des Moines Menace           | 4-2        | Minneapolis City SC         |
| P12   | Tulsa Athletic              | 3-0        | Azteca FC                   |
| P13   | Portland Timbers U23s       | 2-1        | Contra Costa FC             |
| P14   | Las Vegas Legends           | 3-2        | Park City Red Wolves SC     |
| P15   | Lynchburg FC                | 1-3        | Northern Virginia FC        |
| P16   | FC Motown                   | 1-0        | West Chester United SC      |

## Segunda Fase
A segunda fase da competição aconteceu nos dias 5, 6 e 7 de abril. Com 31 jogos entres os 16 times campeões do primeiro round, os 2 clubes da MLS Next Pro, os 10 times da NISA, os 11 clubes USL League One e os 23 times da USL Championship. Cada campeão do primeiro round enfrentou um time novato no torneio, e os times restantes foram pareados de acordo com as suas divisões, times da III divisão enfrentam times da II divisão. A escolha dos duelos foi feita pela distância geográfica entre os times.
| Chave | Equipe 1                        | Total | Equipe 2                       |
| ----- | ------------------------------- | ----- | ------------------------------ |
| P17   | Charlotte Independence          | 2-4   | North Carolina Fusion U23      |
| P18   | Pittsburgh Riverhounds SC       | 2–0   | Maryland Bobcats FC            |
| P19   | Indy Eleven                     | 0-2   | St. Louis City SC 2            |
| P20   | Detroit City FC                 | 3-0   | Michigan Stars FC              |
| P21   | Tampa Bay Rowdies               | 6-0   | The Villages SC                |
| P22   | Union Omaha                     | 2-1   | Des Moines Menace              |
| P23   | FC Tulsa                        | 2-1   | Tulsa Athletic                 |
| P24   | San Antonio FC                  | 3-1   | D'Feeters Kicks Soccer Club    |
| P25   | New Mexico United               | 5-0   | Las Vegas Legends              |
| P26   | Central Valley Fuego FC         | 4-1   | El Paso Locomotive FC          |
| P27   | Orange County SC                | 5-2   | Los Angeles Force              |
| P28   | FC Motown                       | 1-0   | AC Syracuse Pulse              |
| P29   | Miami FC                        | 3-0   | Miami United FC                |
| P30   | North Carolina FC               | 1-2   | Rio Grande Valley FC           |
| P31   | Western Mass Pioneers           | 0-1   | Flower City Union              |
| P32   | Louisville City FC              | 1-0   | Chattanooga Red Wolves SC      |
| P33   | Northern Virginia FC            | 0-1   | Richmond Kickers               |
| P34   | Forward Madison FC              | 3-0   | Cleveland SC                   |
| P35   | Colorado Springs Switchbacks FC | 0-1   | Northern Colorado Hailstorm FC |
| P36   | FC Tucson                       | 3-2   | Las Vegas Lights FC            |
| P37   | Phoenix Rising FC               | 1-0   | Valley United FC               |
| P38   | Albion San Diego                | 1-2   | San Diego Loyal SC             |
| P39   | Bay Cities FC                   | 2-1   | Monterey Bay FC                |
| P40   | Charleston Battery              | 0-1   | South Georgia Tormenta FC      |
| P41   | Rochester Rhinos                | 1-0   | Lansdowne Bhoys FC             |
| P42   | Chattanooga FC                  | 3-1   | Memphis 901 FC                 |
| P43   | Greenville Triumph SC           | 2-0   | Oakland Roots SC               |
| P44   | Hartford Athletic               | 3-1   | Oyster Bay United FC           |
| P45   | Birmingham Legion FC            | 3-1   | Southern States Soccer Club    |
| P46   | California United Strikers FC   | 5-0   | San Fernando Valley FC         |
| P47   | Sacramento Republic FC          | 6-0   | Portland Timbers U23s          |

## Terceira Fase
Os campeões da segunda fase, juntamente com os 12 times da MLS que entram nesta fase, serão sorteados em grupos de quatro (12 grupos) ou de seis (8 grupos), dependendo da distribuição geográfica dos times restantes no torneio. Os times da MLS serão alocados em grupos distintos se possível, como também irão enfrentar times de divisões mais baixas. Se o time não se encaixar em nenhum time geograficamente, será realizado um sorteio.

### Grupos
| Norte | Nordeste                                                                                      | Sul da Califórnia                                                                                    | Texas                                                                           | Central                                                               | Flórida                                                   | Montanhas                                                                         | Norte da Califórnia                                                               | Piedmont                                                                      | Sudeste                                                                         |
| --- | --------------------------------------------------------------------------------------------- | --- | ------------------------------------------------------------------------------- | --------------------------------------------------------------------- | --------------------------------------------------------- | --------------------------------------------------------------------------------- | --------------------------------------------------------------------------------- | ----------------------------------------------------------------------------- | ------------------------------------------------------------------------------- |
| Chicago Fire FC Minnesota United FC Louisville City FC St. Louis City SC 2 Forward Madison FC Union Omaha | D.C. United New York Red Bulls Hartford Athletic Rochester Rhinos Flower City Union FC Motown | Los Angeles FC LA Galaxy Orange County SC San Diego Loyal SC FC Tucson California United Strikers FC | Austin FC FC Dallas Houston Dynamo Rio Grande Valley FC San Antonio FC FC Tulsa | FC Cincinnati Columbus Crew Detroit City FC Pittsburgh Riverhounds SC | Inter Miami CF Orlando City SC Miami FC Tampa Bay Rowdies | Real Salt Lake New Mexico United Phoenix Rising FC Northern Colorado Hailstorm FC | San Jose Earthquakes Sacramento Republic FC Bay Cities FC Central Valley Fuego FC | Charlotte FC Greenville Triumph SC Richmond Kickers North Carolina Fusion U23 | Atlanta United FC Birmingham Legion FC Chattanooga FC South Georgia Tormenta FC |

### Resultados
| Chave | Equipe 1               | Total      | Equipe 2                       |
| ----- | ---------------------- | ---------- | ------------------------------ |
| P48   | Miami FC               | 0-1        | Inter Miami CF                 |
| P49   | Flower City Union      | 0-3        | D.C. United                    |
| P50   | Detroit City FC        | 2-1        | Columbus Crew                  |
| P51   | FC Cincinnati          | 2-0        | Pittsburgh Riverhounds SC      |
| P52   | Birmingham Legion FC   | 0-2        | South Georgia Tormenta FC      |
| P53   | Chicago Fire           | 2-2(4-5 p) | Union Omaha                    |
| P54   | FC Dallas              | 2-1        | FC Tulsa                       |
| P55   | Houston Dynamo         | 2-1        | Rio Grande Valley FC           |
| P56   | FC Tucson              | 1-2        | California United Strikers FC  |
| P57   | San Jose Earthquakes   | 5–0        | Bay Cities FC                  |
| P58   | LA Galaxy              | 1-0        | San Diego Loyal SC             |
| P59   | Rochester Rhinos       | 2-2(4-3 p) | FC Motown                      |
| P60   | Richmond Kickers       | 1-0        | North Carolina Fusion U23      |
| P61   | Hartford Athletic      | 1-2        | New York Red Bulls             |
| P62   | Orlando City SC        | 2-1        | Tampa Bay Rowdies              |
| P63   | Greenville Triumph SC  | 1-2        | Charlotte FC                   |
| P64   | Forward Madison FC     | 0-2        | Minnesota United               |
| P65   | Atlanta United FC      | 6-0        | Chattanooga FC                 |
| P66   | Louisville City FC     | 0-0(9-8 p) | St. Louis City SC 2            |
| P67   | San Antonio FC         | 2-1        | Austin FC                      |
| P68   | Real Salt Lake         | 0-1        | Northern Colorado Hailstorm FC |
| P69   | Phoenix Rising FC      | 2-1        | New Mexico United              |
| P70   | Sacramento Republic FC | 2-1        | Central Valley Fuego FC        |
| P71   | Los Angeles FC         | 5-1        | Orange County SC               |

## Quarta Fase
Os vencedores da Terceira Fase e os times que entrarão nessa fase serão agrupados geograficamente em oito grupos com quatro times. Cada grupo terá 1 dos times da MLS que entrará nessa fase. O sorteio acontecerá no dia 21 de abril. E as partidas serão jogadas nos dias 10 e 11 de maio.

### Grupos
| Leste Central                                                           | Norte Central                                                               | Atlântico Norte                                                  | Pacífico Norte                                                                    | Sul                                                          | Sul Central                                                  | Atlântico Sul                                                               | Pacífico Sul                                                            |
| ----------------------------------------------------------------------- | --------------------------------------------------------------------------- | ---------------------------------------------------------------- | --------------------------------------------------------------------------------- | ------------------------------------------------------------ | ------------------------------------------------------------ | --------------------------------------------------------------------------- | ----------------------------------------------------------------------- |
| FC Cincinnati Detroit City FC Louisville City FC New England Revolution | Colorado Rapids Minnesota United Northern Colorado Hailstorm FC Union Omaha | D.C. United New York City FC New York Red Bulls Rochester Rhinos | Seattle Sounders FC San Jose Earthquakes Phoenix Rising FC Sacramento Republic FC | Atlanta United FC Charlotte FC Nashville SC Richmond Kickers | FC Dallas Houston Dynamo Sporting Kansas City San Antonio FC | Inter Miami CF Orlando City SC Philadelphia Union South Georgia Tormenta FC | LA Galaxy Los Angeles FC Portland Timbers California United Strikers FC |

### Resultados
| Chave | Equipe 1                      | Total       | Equipe 2                       |
| ----- | ----------------------------- | ----------- | ------------------------------ |
| P72   | Orlando City SC               | 2-1         | Philadelphia Union             |
| P73   | D.C. United                   | 0-3         | New York Red Bulls             |
| P74   | Detroit City FC               | 1-1(2-4 p)  | Louisville City FC             |
| P75   | Inter Miami CF                | 3-1         | South Georgia Tormenta FC      |
| P76   | Sporting Kansas City          | 4-2         | FC Dallas                      |
| P77   | Los Angeles FC                | 2-0         | Portland Timbers               |
| P78   | Richmond Kickers              | 1-5         | Charlotte FC                   |
| P79   | New York City FC              | 3-1         | Rochester Rhinos               |
| P80   | New England Revolution        | 5-1         | FC Cincinnati                  |
| P81   | Nashville SC                  | 3–2         | Atlanta United FC              |
| P82   | Union Omaha                   | 2-0         | Northern Colorado Hailstorm FC |
| P83   | Minnesota United              | 2-1         | Colorado Rapids                |
| P84   | Houston Dynamo                | 1-0         | San Antonio FC                 |
| P85   | Seattle Sounders FC           | 2-2(9-10 p) | San Jose Earthquakes           |
| P86   | Sacramento Republic FC        | 2-0         | Phoenix Rising FC              |
| P87   | California United Strikers FC | 2-3         | LA Galaxy                      |

## Fase Final
Para a fase final, os campeões do quarto round foram dividos em 4 grupos de acordo com a distância geográfica. Os duelos foram sorteados a partir desses grupos. Esse sorteio serviu até o final do campeoanato.
|  | Oitavas de final    | Oitavas de final |      |                    | Quartas de final | Quartas de final |  |                    | Semifinais | Semifinais |  |                 | Final | Final |
|  |                     |                  |      |                    |                  |                  |  |                    |            |            |  |                 |       |       |
|  | Sport. Kansas City  | 2                |      |                    |                  |                  |  |                    |            |            |  |                 |       |       |
|  | Houston Dynamo      | 1                |      |                    |                  |                  |  |                    |            |            |  |                 |       |       |
|  | Houston Dynamo      | 1                |      | Sport. Kansas City | 6                |                  |  |                    |            |            |  |                 |       |       |
|  |                     |                  |      | Sport. Kansas City | 6                |                  |  |                    |            |            |  |                 |       |       |
|  |                     | Union Omaha      | 0    |                    |                  |                  |  |                    |            |            |  |                 |       |       |
|  | Minnesota United    | Union Omaha      | 0    | 1                  |                  |                  |  |                    |            |            |  |                 |       |       |
|  | Minnesota United    |                  |      | 1                  |                  |                  |  |                    |            |            |  |                 |       |       |
|  | Union Omaha         | 2                |      |                    |                  |                  |  |                    |            |            |  |                 |       |       |
|  | Union Omaha         | 2                |      |                    |                  |                  |  | Sport. Kansas City | 1(4)       |            |  |                 |       |       |
|  |                     |                  |      |                    |                  |                  |  | Sport. Kansas City | 1(4)       |            |  |                 |       |       |
|  |                     | Sacramento Rep.  | 1(5) |                    |                  |                  |  |                    |            |            |  |                 |       |       |
|  | LA Galaxy           | Sacramento Rep.  | 1(5) | 3                  |                  |                  |  |                    |            |            |  |                 |       |       |
|  | LA Galaxy           |                  |      | 3                  |                  |                  |  |                    |            |            |  |                 |       |       |
|  | Los Angeles FC      | 1                |      |                    |                  |                  |  |                    |            |            |  |                 |       |       |
|  | Los Angeles FC      | 1                |      | LA Galaxy          | 1                |                  |  |                    |            |            |  |                 |       |       |
|  |                     |                  |      | LA Galaxy          | 1                |                  |  |                    |            |            |  |                 |       |       |
|  |                     | Sacramento Rep.  | 2    |                    |                  |                  |  |                    |            |            |  |                 |       |       |
|  | Sacramento Rep.     | Sacramento Rep.  | 2    | 2                  |                  |                  |  |                    |            |            |  |                 |       |       |
|  | Sacramento Rep.     |                  |      | 2                  |                  |                  |  |                    |            |            |  |                 |       |       |
|  | S. Jose Earthquakes | 0                |      |                    |                  |                  |  |                    |            |            |  |                 |       |       |
|  | S. Jose Earthquakes | 0                |      |                    |                  |                  |  |                    |            |            |  | Sacramento Rep. | 0     |       |
|  |                     |                  |      |                    |                  |                  |  |                    |            |            |  | Sacramento Rep. | 0     |       |
|  |                     | Orlando City SC  | 3    |                    |                  |                  |  |                    |            |            |  |                 |       |       |
|  | New York Red Bulls  | Orlando City SC  | 3    | 3                  |                  |                  |  |                    |            |            |  |                 |       |       |
|  | New York Red Bulls  |                  |      | 3                  |                  |                  |  |                    |            |            |  |                 |       |       |
|  | Charlotte FC        | 1                |      |                    |                  |                  |  |                    |            |            |  |                 |       |       |
|  | Charlotte FC        | 1                |      | New York Red Bulls | 3                |                  |  |                    |            |            |  |                 |       |       |
|  |                     |                  |      | New York Red Bulls | 3                |                  |  |                    |            |            |  |                 |       |       |
|  |                     | New York City FC | 0    |                    |                  |                  |  |                    |            |            |  |                 |       |       |
|  | New York City FC    | New York City FC | 0    | 1                  |                  |                  |  |                    |            |            |  |                 |       |       |
|  | New York City FC    |                  |      | 1                  |                  |                  |  |                    |            |            |  |                 |       |       |
|  | New England Rev.    | 0                |      |                    |                  |                  |  |                    |            |            |  |                 |       |       |
|  | New England Rev.    | 0                |      |                    |                  |                  |  | New York Red Bulls | 1          |            |  |                 |       |       |
|  |                     |                  |      |                    |                  |                  |  | New York Red Bulls | 1          |            |  |                 |       |       |
|  |                     | Orlando City SC  | 5    |                    |                  |                  |  |                    |            |            |  |                 |       |       |
|  | Orlando City SC     | Orlando City SC  | 5    | 1(4)               |                  |                  |  |                    |            |            |  |                 |       |       |
|  | Orlando City SC     |                  |      | 1(4)               |                  |                  |  |                    |            |            |  |                 |       |       |
|  | Inter Miami CF      | 1(2)             |      |                    |                  |                  |  |                    |            |            |  |                 |       |       |
|  | Inter Miami CF      | 1(2)             |      | Orlando City SC    | 1(6)             |                  |  |                    |            |            |  |                 |       |       |
|  |                     |                  |      | Orlando City SC    | 1(6)             |                  |  |                    |            |            |  |                 |       |       |
|  |                     | Nashville SC     | 1(5) |                    |                  |                  |  |                    |            |            |  |                 |       |       |
|  | Louisville City FC  | Nashville SC     | 1(5) | 1                  |                  |                  |  |                    |            |            |  |                 |       |       |
|  | Louisville City FC  |                  |      | 1                  |                  |                  |  |                    |            |            |  |                 |       |       |
|  | Nashville SC        | 2                |      |                    |                  |                  |  |                    |            |            |  |                 |       |       |

### Oitavas de Final
| 25 de maio Central | Sporting Kansas City    | 2 – 1  | Houston Dynamo  | Children's Mercy Park, Kansas City     |  |
| 19:30              | Russell 52', 73' (pen.) | Súmula | 41' Corey Baird | Público: 14 913 Árbitro: Calin Radosav |  |

| 25 de maio Central | Minnesota United | 1 – 2  | Union Omaha                | Allianz Field, Saint Paul |  |
| 19:00              | Hunou 6'         | Súmula | 45+1' Kametani · 51' Brito | Árbitro: Elton García     |  |

| 25 de maio Oeste | LA Galaxy                                 | 3 – 1  | Los Angeles FC   | Dignity Health Sports Park, Carson      |  |
| 19:30            | Cabral 51' · Hernández 57' · Joveljić 81' | Súmula | 85' Hollingshead | Público: 24 174 Árbitro: Brandon Stevis |  |

| 25 de maio Oeste | Sacramento Republic       | 2 – 0  | S. Jose Earthquakes | Papa Murphy's Park, Sacramento           |  |
| 19:30            | Fernandes 28' · López 83' | Súmula |                     | Público: 11 569 Árbitro: Elijio Arreguin |  |

| 25 de maio Nordeste | New York Red Bulls                     | 3 – 1  | Charlotte FC | MSU Soccer Park, Montclair                |  |
| 20:00               | Klimala 2' · Nealis 63' · Barlow 90+2' | Súmula | 8' Ríos      | Público: 3 500 Árbitro: Ernie Constantine |  |

| 25 de maio Nordeste | New York City FC | 1 – 0  | New England Revolution | Belson Stadium, Nova Iorque |  |
| 19:30               | Rodríguez 94'    | Súmula |                        | Árbitro: Luis Arroyo        |  |

| 25 de maio Sudeste                 | Orlando City SC | 1 – 1 (4 – 2 pen.)                   | Inter Miami CF | Exploria Stadium, Orlando               |  |
| 19:00                              | Torres 97'      | Súmula                               | 94' Mota       | Público: 11 509 Árbitro: Kevin Broadley |  |
|                                    |                 | Penalidades                          |                |                                         |  |
| - Kara - Jansson - Perea - Pereyra |                 | - Campana - Duke - Yedlin - Lassiter |                |                                         |  |

| 25 de maio Sudeste | Louisville City FC | 1 – 2  | Nashville SC           | Lynn Family Stadium, Louisville        |  |
| 19:00              | Kitchen 37'        | Súmula | 39' Loba · 89' Mukhtar | Público: 8 638 Árbitro: Eric Tatersall |  |

### Quartas de Final
| 21 de junho Oeste | LA Galaxy          | 1 – 2  | Sacramento Republic        | Dignity Health Sports Park, Carson    |  |
| 19:30             | Donovan 18' (o.g.) | Súmula | 4' López · 70' Luis Felipe | Público: 12 315 Árbitro: Malik Badawi |  |

| 22 de junho Nordeste | New York Red Bulls                           | 3 – 0  | New York City FC | Red Bull Arena, Harrison                  |  |
| 19:00                | Morgan 52' · Luquinhas 70' · Fernandez 90+1' | Súmula |                  | Público: 12 575 Árbitro: Matthew Thompson |  |

| 22 de junho Central | Sporting Kansas City                                          | 6 – 0  | Union Omaha | Children's Mercy Park, Kansas City      |  |
| 19:30               | Sallói 10', 53' · Ford 37' · Shelton 56' · Hernández 66', 81' | Súmula |             | Público: 18 552 Árbitro: Brandon Stevis |  |

| 29 de junho Sudeste                                                              | Orlando City SC | 1 – 1 (6 – 5 pen.)                                          | Nashville SC | Exploria Stadium, Orlando             |  |
| 19:00                                                                            | Schlegel 90+4'  |                                                             | 52' Muktar   | Público: 11 940 Árbitro: Mark Allatin |  |
|                                                                                  |                 | Penalidades                                                 |              |                                       |  |
| - Kara - Jansson - Perea - Kyle Smith - Alexandre Pato - Carlos - Facundo Torres |                 | - Muyl - Loba - Maher - Zimmerman - Zubak - Romney - Miller |              |                                       |  |

### Semifinais
| 27 de julho Leste | Orlando City SC                                          | 5 – 1  | New York Red Bulls | Exploria Stadium, Orlando             |  |
| 19:30             | Araújo 45+5, 62' · Pereyra 47' · Torres 75' · Michel 83' | Súmula | 4' morgan          | Público: 11 612 Árbitro: Victor Rivas |  |

| 27 de julho Oeste                                 | Sacramento Republic | 0 – 0 (5 – 4 pen.)                           | Sporting Kansas City | Papa Murphy's Park, Sacramento         |  |
| 19:30                                             |                     | Súmula                                       |                      | Público: 11 569 Árbitro: Allen Chapman |  |
|                                                   |                     | Penalidades                                  |                      |                                        |  |
| - Viader - Fernandes - Archimède - Foster - López |                     | - Russel - Sallói - Agada - Hernández - Zusi |                      |                                        |  |

### Final
| 7 de setembro | Orlando City SC               | 3 – 0  | Sacramento Republic | Exploria Stadium, Orlando |
| 19:30         | Torres 75, 80' · Michel 90+6' | Súmula |                     | Público: 25 527           |

## Premiação
| Lamar Hunt U.S. Open Cup de 2022     |
| Flórida                              |
| ------------------------------------ |
| Orlando City SC Campeão (1.º título) |